# Communauté de communes du Pays de Maîche
Die Communauté de communes du Pays de Maîche ist ein französischer Gemeindeverband mit der Rechtsform einer Communauté de communes im Département Doubs in der Region Bourgogne-Franche-Comté. Sie wurde am 7. Dezember 2009 gegründet und umfasst 42 Gemeinden (Stand: 1. Januar 2024). Der Verwaltungssitz befindet sich im Ort Maîche.

## Historische Entwicklung
Der zuletzt aus 19 Gemeinden bestehende Verband wurde mit Wirkung vom 1. Januar 2017 um fünf Gemeinden aus der aufgelösten Communauté de communes entre Dessoubre et Barbèche sowie 19 Gemeinden aus der aufgelösten Communauté de communes de Saint-Hippolyte erweitert.
Mit Wirkung zum 1. Januar 2024 verließ die Gemeinde Dampjoux den Gemeindeverband und schloss sich der Pays de Montbéliard Agglomération an.

## Mitgliedsgemeinden
| Gemeinde                              | Einwohner 1. Januar 2022 | Fläche km² | Dichte Einw./km² | Code INSEE | Postleitzahl |
| ------------------------------------- | ------------------------ | ---------- | ---------------- | ---------- | ------------ |
| Battenans-Varin                       | 79                       | 6,38       | 12               | 25046      | 25380        |
| Belfays                               | 131                      | 3,20       | 41               | 25049      | 25470        |
| Bief                                  | 111                      | 3,81       | 29               | 25061      | 25190        |
| Burnevillers                          | 48                       | 6,74       | 7                | 25102      | 25470        |
| Cernay-l’Église                       | 318                      | 5,95       | 53               | 25108      | 25120        |
| Chamesol                              | 386                      | 10,21      | 38               | 25114      | 25190        |
| Charmauvillers                        | 283                      | 10,47      | 27               | 25124      | 25470        |
| Charquemont                           | 2.867                    | 21,44      | 134              | 25127      | 25140        |
| Cour-Saint-Maurice                    | 148                      | 4,47       | 33               | 25173      | 25380        |
| Courtefontaine                        | 247                      | 7,70       | 32               | 25174      | 25470        |
| Damprichard                           | 1.825                    | 21,90      | 83               | 25193      | 25450        |
| Ferrières-le-Lac                      | 168                      | 2,47       | 68               | 25234      | 25470        |
| Fessevillers                          | 159                      | 6,16       | 26               | 25238      | 25470        |
| Fleurey                               | 85                       | 8,04       | 11               | 25244      | 25190        |
| Fournet-Blancheroche                  | 351                      | 13,08      | 27               | 25255      | 25140        |
| Frambouhans                           | 878                      | 10,10      | 87               | 25256      | 25140        |
| Glère                                 | 180                      | 15,93      | 11               | 25275      | 25190        |
| Goumois                               | 167                      | 5,83       | 29               | 25280      | 25470        |
| Indevillers                           | 248                      | 22,81      | 11               | 25314      | 25470        |
| Les Bréseux                           | 487                      | 7,37       | 66               | 25091      | 25120        |
| Les Écorces                           | 766                      | 9,51       | 81               | 25213      | 25140        |
| Les Plains-et-Grands-Essarts          | 211                      | 10,35      | 20               | 25458      | 25470        |
| Les Terres-de-Chaux                   | 130                      | 14,49      | 9                | 25138      | 25190        |
| Liebvillers                           | 147                      | 3,03       | 49               | 25335      | 25190        |
| Maîche                                | 4.226                    | 17,42      | 243              | 25356      | 25120        |
| Mancenans-Lizerne                     | 184                      | 6,09       | 30               | 25366      | 25120        |
| Mont-de-Vougney                       | 195                      | 7,03       | 28               | 25392      | 25120        |
| Montancy                              | 119                      | 8,86       | 13               | 25386      | 25190        |
| Montandon                             | 372                      | 12,71      | 29               | 25387      | 25190        |
| Montécheroux                          | 557                      | 13,13      | 42               | 25393      | 25190        |
| Montjoie-le-Château                   | 22                       | 5,39       | 4                | 25402      | 25190        |
| Orgeans-Blanchefontaine               | 40                       | 4,83       | 8                | 25433      | 25120        |
| Rosureux                              | 80                       | 6,14       | 13               | 25504      | 25380        |
| Saint-Hippolyte                       | 965                      | 11,01      | 88               | 25519      | 25190        |
| Soulce-Cernay                         | 138                      | 8,55       | 16               | 25551      | 25190        |
| Thiébouhans                           | 245                      | 5,81       | 42               | 25559      | 25470        |
| Trévillers                            | 532                      | 10,74      | 50               | 25571      | 25470        |
| Urtière                               | 16                       | 2,15       | 7                | 25573      | 25470        |
| Valoreille                            | 125                      | 7,58       | 16               | 25584      | 25190        |
| Vaucluse                              | 117                      | 5,01       | 23               | 25588      | 25380        |
| Vauclusotte                           | 77                       | 7,62       | 10               | 25589      | 25380        |
| Vaufrey                               | 147                      | 9,37       | 16               | 25591      | 25190        |
| Communauté de communes Pays de Maîche | 18.577                   | 380,88     | 49               | –          | –            |